# Faro de Punta Harrison
El Faro de Punta Harrison está ubicado sobre la costa del Mar Caribe, en Santa Lucía, Barbados. Fue construido e iluminado 1925. Es una torre de hormigón con linterna y galería, originalmente pintado de blanco, con un farol rojo. 
Localizado en el punto noroccidental. Actualemte está activo pero no abierto al público.
Los faros barbadenses son cuatro.